# Ethel

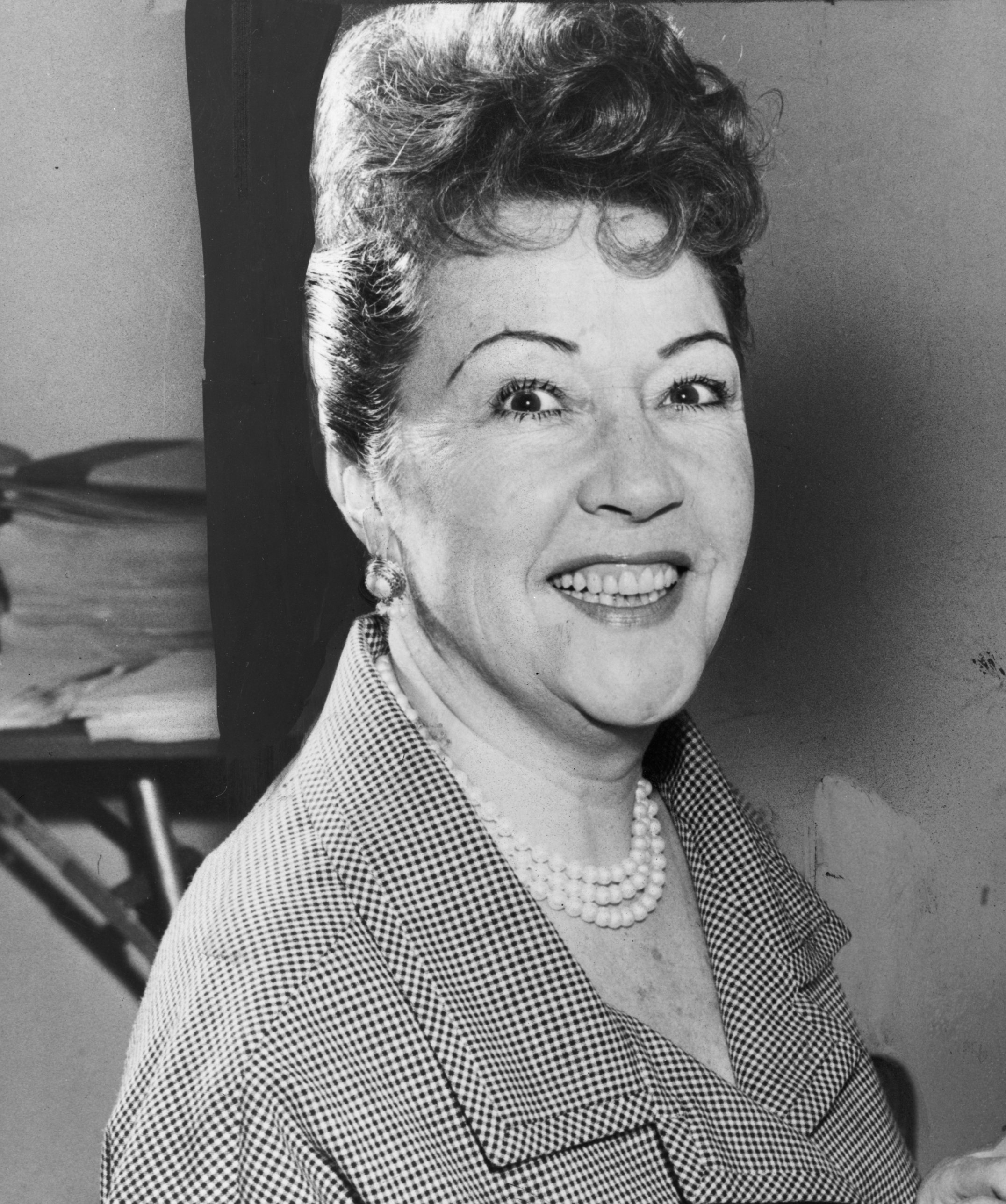
Ethel Merman

Ethel eller Etel är en engelsk kortform av fornengelska namn som börjar på Ethel- och som betyder ädel. Det äldsta belägget i Sverige är från år 1860.
Den 31 december 2014 fanns det totalt 3 594 kvinnor folkbokförda i Sverige med namnet Ethel eller Etel, varav 1 777 bar det som tilltalsnamn.
Namnsdag: saknas i Sverige (1901-2000: 10 mars). I den finlandssvenska namnsdagslängden har Etel namnsdag 13 april sedan starten 1929, då en egen namnsdagskalender togs i bruk för finlandssvenskar.

## Personer med namnet Ethel eller Etel
- Ethel Barrymore, amerikansk skådespelerska
- Ethel Catherwood, kanadensisk friidrottare
- Ethel Dell, brittisk författare
- Ethel Kennedy, änka till amerikanske politikern Robert Kennedy
- Ethel Merman, amerikansk sångerska och skådespelerska
- Ethel Muckelt, brittisk konståkerska
- Ethel Snowden, brittisk politiker
- Ethel Thomson Larcombe, brittisk tennis- och badmintonspelare
- Ethel Turner, australisk författare
- Ethel Waters, amerikansk sångerska och skådespelare